# Alain Rochat
Alain Rochat (Saint-Jean-sur-Richelieu, 1º febbraio 1983) è un ex calciatore svizzero, di ruolo difensore.

## Caratteristiche tecniche
Poteva essere schierato come difensore centrale o come terzino sinistro.

## Carriera

### Club
Ha giocato nella prima divisione svizzera ed in MLS.

### Nazionale
Ha partecipato agli Europei Under-21 del 2002 ed a quelli del 2004. Nel 2005 ha invece giocato la sua unica partita in carriera nella nazionale maggiore svizzera.

## Palmarès
- Campionato svizzero: 2

Zurigo: 2006-2007, 2008-2009